# Marsupilami
Marsupilami è un personaggio immaginario ideato da André Franquin nel 1952. Ha esordito in una storia pubblicata sulla rivista Spirou, come comprimario della serie Spirou et Fantasio, come animale domestico dei personaggi principali; l'ultima apparizione del personaggio nella serie risale al 1970.
Il personaggio ha ispirato due serie televisive animate nel 1993, prodotta dalla Walt Disney Television Animation, e una seconda prodotta in Francia dal 2000 al 2010 oltre a un lungometraggio nel 2012.
Dal nome di tale personaggio viene coniato quello della Marsu Productions che dal 1987 si concentra sullo sviluppo, gestione e promozione delle opere create da Franquin e altri autori.
Il personaggio apparve anche in alcuni racconti a fumetti pubblicati negli anni sessanta sul Corriere dei Piccoli della serie Spirù e Fantasio dove venne rinominato Martagone, probabilmente per l'estrema vicinanza sui dizionari italiani del sostantivo/aggettivo marsupiale (il termine più simile a Marsupilami) e dell'aggettivo martagone.

## Caratterizzazione del personaggio
Il nome Marsupilami è un composto aplologico delle parole marsupiale, Pilou-Pilou (nome francese del personaggio Eugenio il gip, molto amato da Franquin) e amì, ovvero amico in lingua francese: anche per quest'ultima parola il nome in lingua originale viene pronunciato Marsupilamì con l'ultima vocale accentata, mentre nella serie animata trasmessa in Italia il nome veniva pronunciato Marsupilàmi.
Marsupilami è un animale con un corpo simile a quello di una scimmia, lunghe orecchie piegate simili a quelle di un cane, un grande naso nero, un manto giallo maculato che ricorda quello di un leopardo (anche se la sua specie può presentare esemplari dal manto completamente giallo, nero o bianco e persino bianco con macchie nere o nero con macchie gialle) ed una lunghissima coda prensile che può essere usata in una grande varietà di modi. Possiede inoltre un'enorme forza fisica, una grande agilità, una spiccata intelligenza ed è in grado di respirare sott'acqua. La sua specie è monotrema e depone uova dalla forma vagamente somigliante a quella di una pera.  Marsupilami vive con la sua famiglia formata dalla sua compagna, i tre figli Bibi, Bobo e Bibu, e il fedele, ma stupido, gorilla Maurice, nella intricata e inesplorata giungla Palombiana. Il suo verso è "Houba!" (a parte nella serie animata disneyana, Marsupilami non parla, ma continua a fare il verso originale, anche se può imitare il linguaggio umano come fanno i pappagalli). Ben presto l'uomo arriva anche in quel piccolo paradiso terrestre e Marsupilami è costretto ad abbandonare la sua casa per avventurarsi nella civiltà moderna, dove cercherà un modo per difendere la sua amata giungla. Marsupilami si prenderà gioco di quegli uomini "moderni ed intelligenti" combinandone di tutti i colori. In ogni avventura il nostro protagonista giocherellone e scherzoso ci divertirà con trovate e comportamenti esilaranti.
Le Nid du Marsupilami (1956) è uno dei primi fumetti con Marsupilami protagonista.

## Altri media

### Televisione
Dal fumetto sono state tratte due serie animate, una prodotta dalla Walt Disney Television nel 1993 e l'altra dalla Marathon Group dal 2000 al 2010.
- Marsupilami (1993) prodotta dalla Walt Disney
- Marsupilami (2000) prodotta da Marathon Group

### Cinema
- Marsupilami (2012) regia di Alain Chabat.

### Videogiochi
- Marsupilami (1995) di Apache Software, prodotto da Marsu Productions, Sega, per Mega Drive.[5]
- Marsupilami: Hoobadventure (16 novembre 2021) di Ocellus Studio, prodotto da Microids, per PlayStation 4, Xbox Series, Switch e Steam.[6]